# Hamad al-Abdan
Hamad al-Abdan (arabisch حمد العبدان, DMG Ḥamad al-ʿAbdān; * 26. Mai 2000) ist ein saudi-arabischer Fußballspieler.

## Karriere
Er begann seine Karriere bei al-Hilal und wechselte zur Saison 2020/21 von deren U23 fest in die erste Mannschaft. In der ersten Saison gewann er mit seiner Mannschaft dann auch schon einmal die Meisterschaft, als auch die Champions League 2021. Für den Verlauf der Spielzeit 2021/22 war er an al-Hazem ausgeliehen. Im Sommer 2022 wechselte er erst per Leihe und im Sommer 2023 fest zu Khaleej Club.